# Platycladus orientalis
Platycladus orientalis är en cypressväxtart som först beskrevs av Carl von Linné (med namnet Thuja orientalis; den ingår dock inte numera i tujasläktet), och fick sitt nu gällande namn av João Manuel Antonio do Amaral Franco. Platycladus orientalis ingår i släktet Platycladus och familjen cypressväxter. IUCN kategoriserar arten globalt som nära hotad. Inga underarter finns listade i Catalogue of Life.

## Bildgalleri

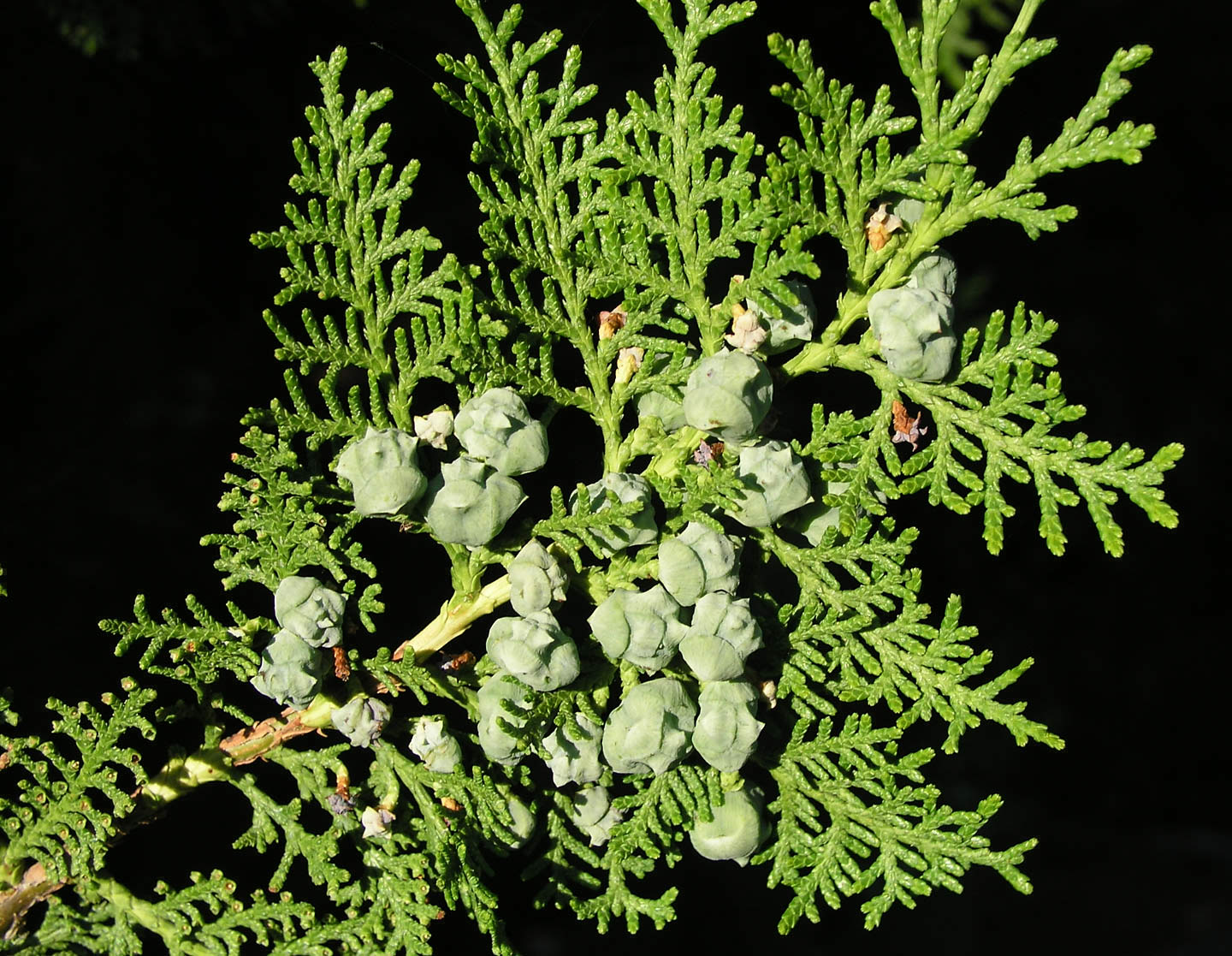
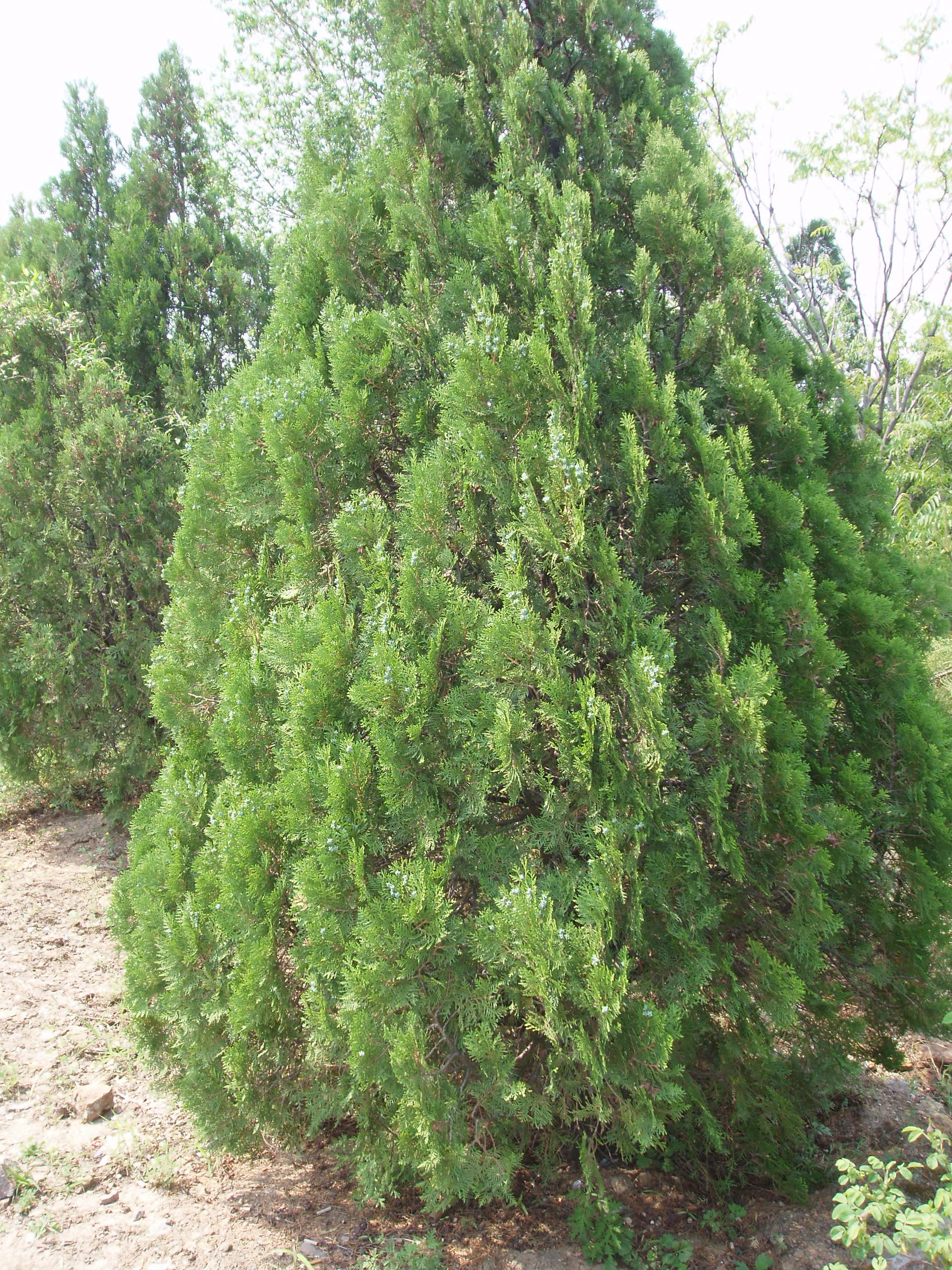
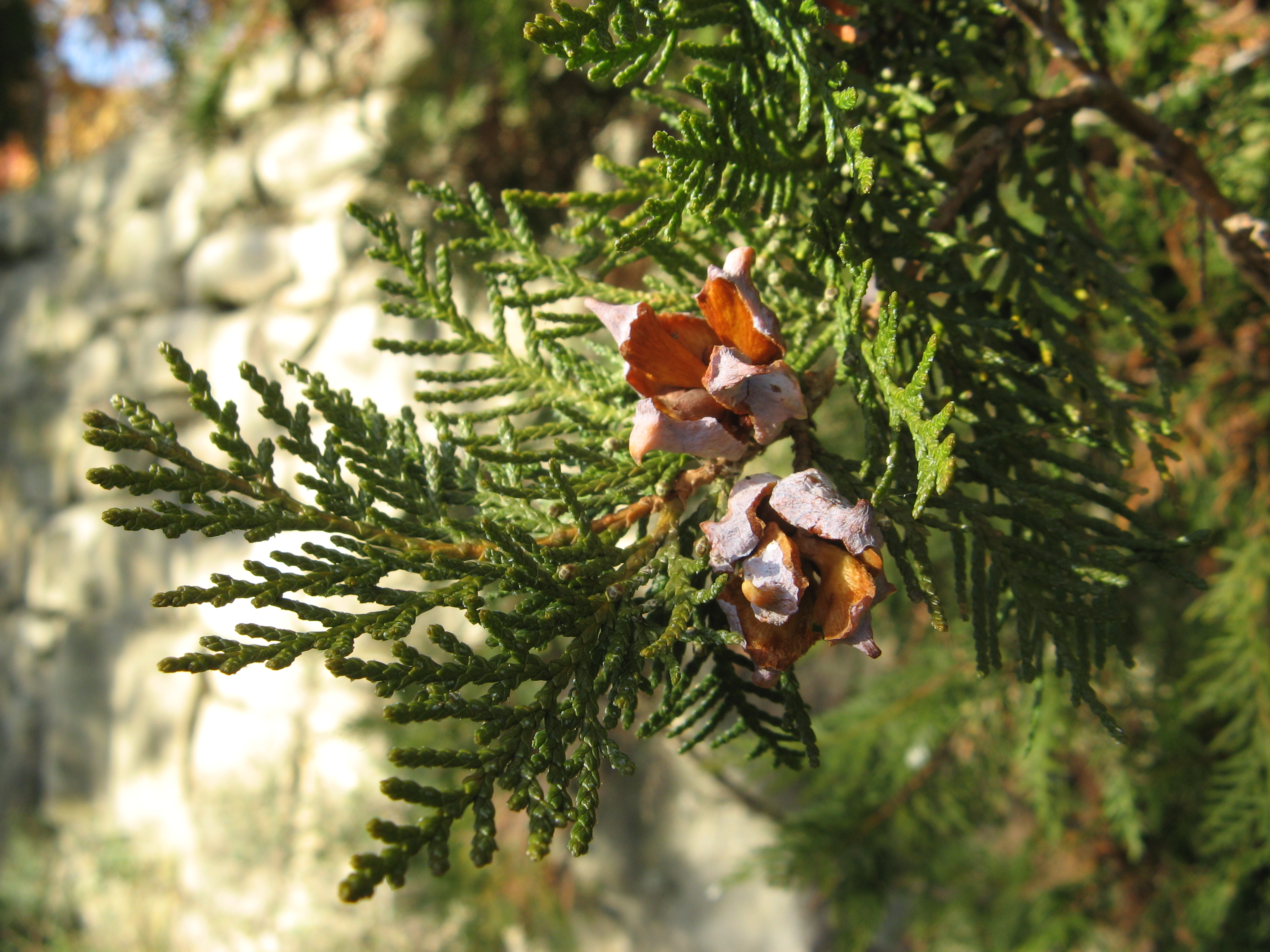
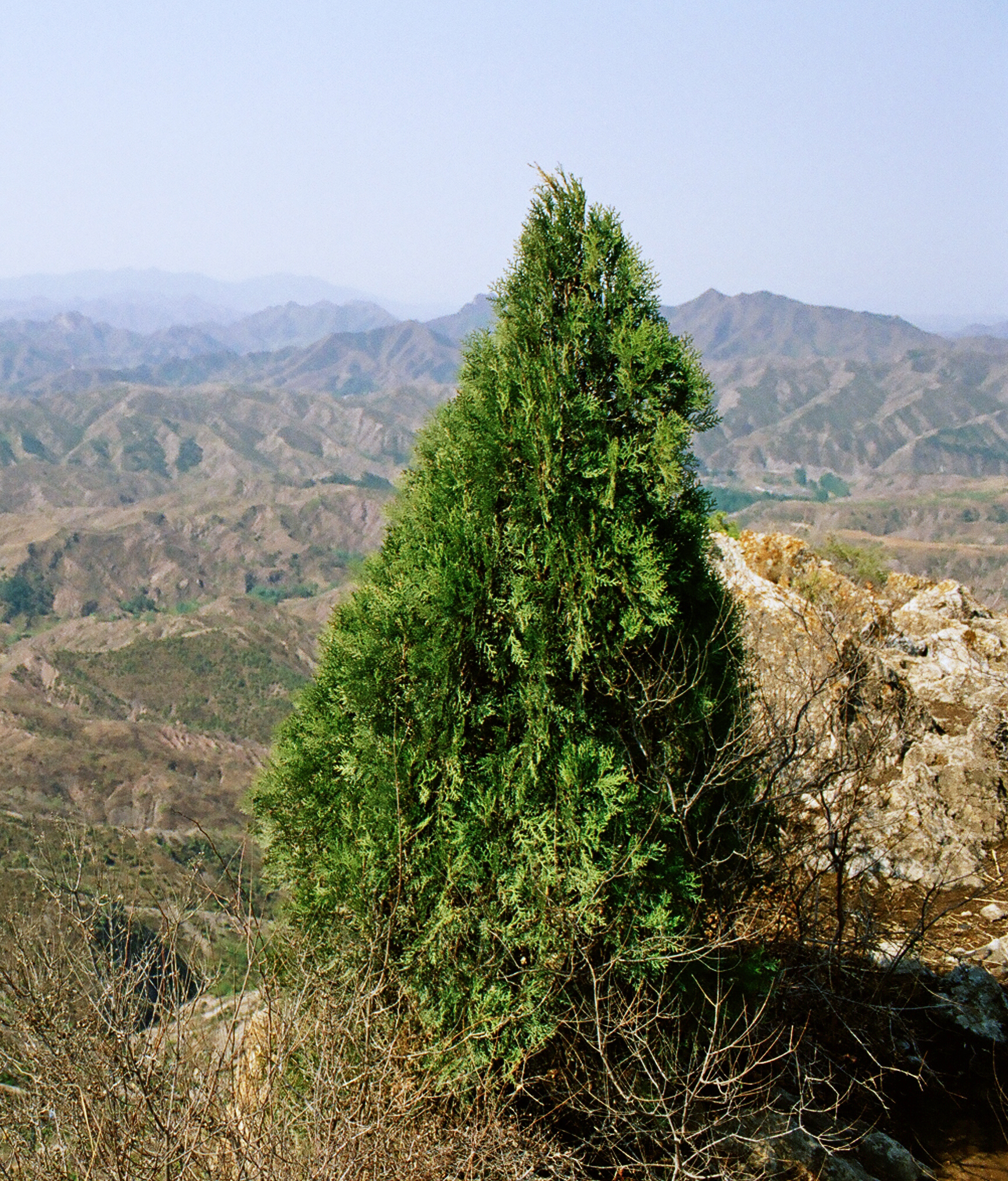
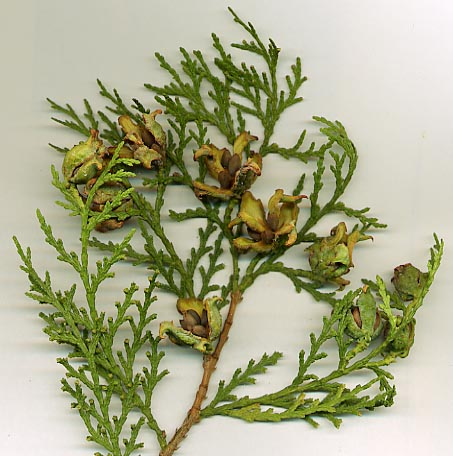
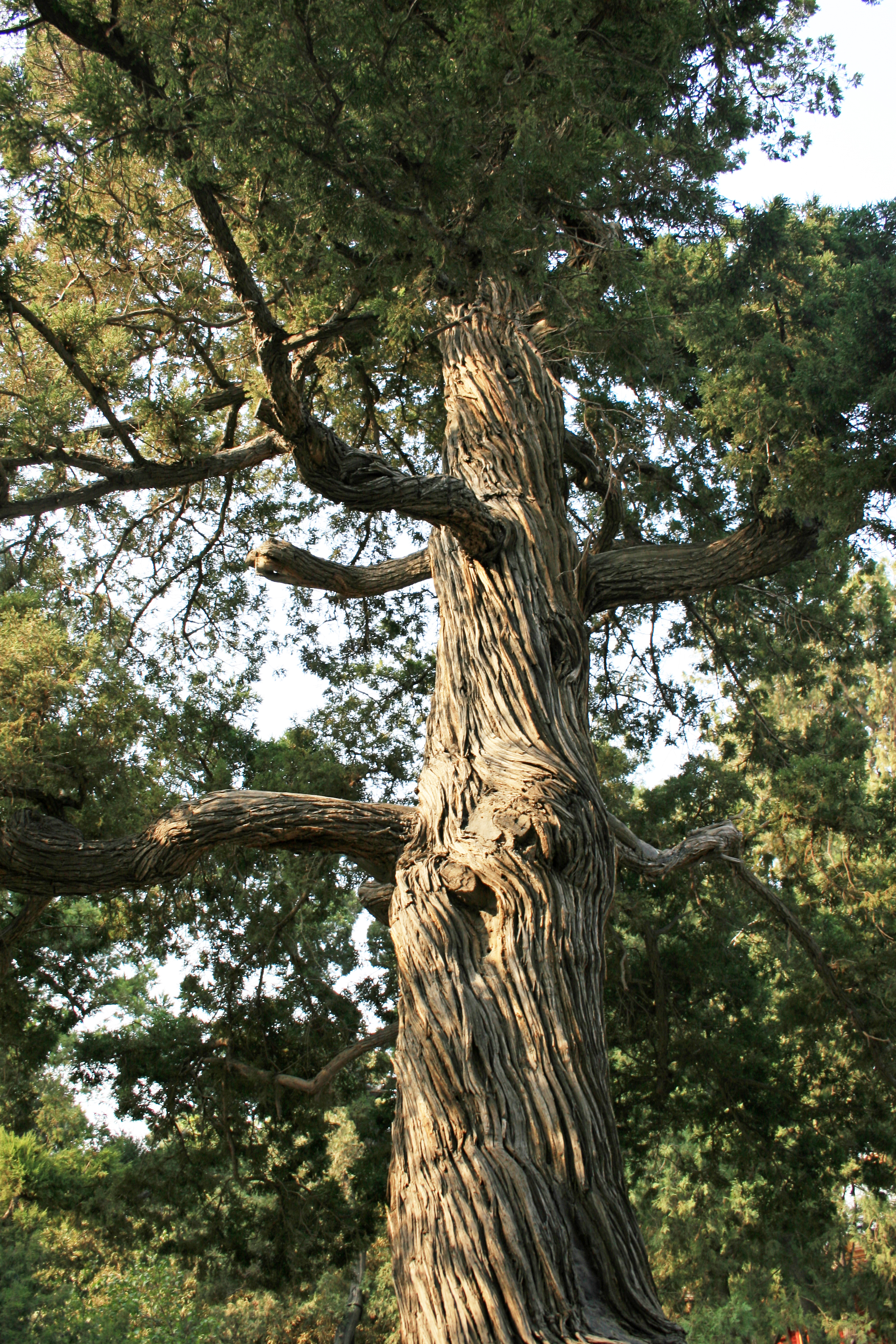